# Kloneus
Kloneus este un gen de molii din familia Sphingidae, conținând doar specia Kloneus babayaga, care este întâlnită din Nicaragua până în Mexic și Costa Rica. 